# Флуоропласт
Флуоропластите са високомолекулни химични съединения. Това са синтетични органични полимери, които притежават термична и химическа устойчивост и ниска влагопропускливост, отлични механични и изолационни свойства. Те не горят както познатите пластмаси.
Широкоизвестен представител на флуоропластите носи търговското име тефлон. Наричан е още „органична платина“, поради изключителната химическа устойчивост - не се променя дори и в царска вода, в която благородното злато отстъпва.